# Johannes Canuti Lithmang
Johannes Canuti Lithmang, född 1645 i Kälvestens församling, Östergötlands län, död 14 november 1714, var en svensk präst.

## Biografi
Johannes Canuti Lithmang föddes 1645 i Kälvestens församling. Han var son till en bonde. Lithmang blev 1669 student vid Lunds universitet och 1674 vid Uppsala universitet. Han prästvigdes 23 januari 1676 till komminister i Hycklinge församling. Lithmang blev 1683 kyrkoherde i Horns församling och 1693 kontraktsprost i Kinds kontrakt. Han avled 1714.

### Familj
Lithmang gifte sig 8 oktober 1678 med Elisabet Cornejus, dotter till kyrkoherden Esbernus Cornejus i Horns församling och Margareta Persdotter. De fick tillsammans barnen studenten Petrus Lithmang (1679–1705), Katarina Lithmang (född 1680) som var gift med kyrkoherden Petrus Petri Wigius i Askeryds församling och kyrkoherden Johannes Benedictus Hjort i Askeryds församling, Kristina Lithmang (född 1681) som var gift med kyrkoherden Olaus Litzing i Hults församling, Maria Lithmang (född 1683) som var gift med kyrkoherden Petrus Loefgreen i Torpa församling, Anna Lithmang (född 1686) som var gift med kyrkoherden Samuel Wigius i Veta församling, skvadronspredikanten Esbernus Lithmang (född 1689) vid Östgöta kavalleriregemente och studenten Lars Lithmang (1694–1719).